# Carlos Daniel Tapia
Carlos Daniel Tapia (San Miguel, Argentina, 20 de agosto de 1962) es un exfutbolista argentino que se desempeñaba en la posición de mediocampista ofensivo o enganche.
Su primer equipo fue el Club Atlético River Plate de la Primera División de Argentina, hizo su debut de manera profesional en 1981, cuando el entrenador de la institución por aquel entonces era Alfredo Di Stéfano. Este lo nombró para el primer equipo, en sustitución de "Beto" Alonso. Obtendría el Campeonato Nacional 1981.
Fue transferido al Club Atlético Boca Juniors en el año 1985, en una transferencia en la que los futbolistas «xeneizes» Ricardo Gareca y Oscar Ruggeri pasaron a River Plate y tanto Tapia como Julio Olarticoechea pasaron a Boca Juniors.
Tuvo dos etapas en el «xeneize» donde vivió los momentos más importantes como futbolista a nivel clubes, disputando una gran cantidad de partidos y obteniendo dos títulos: el Torneo Apertura de 1992 y la Copa de Oro Nicolás Leoz de 1993.
Fue internacional con la Selección argentina, con la cual conquistó la Copa Mundial de 1986. 
Participó además en la serie RRDT como futbolista de Excursionistas en 1997 y 1998

## Trayectoria
Jugador zurdo, 10 clásico, hábil, con mucha jerarquía y muy buena pegada (especialmente en tiros libres) era una de las grandes promesas del River de principios de los ochenta, pero le tocó vivir unas malas temporadas en ese equipo, incluyendo un 1982 en el que no peleó los primeros puestos y en el que el "Chino" no era considerado para el equipo titular. De su paso por River se recuerda mucho un gol que le hizo a Platense en el Monumental después de gambetear a medio equipo calamar en 1983.
En 1985 River le compró a Boca Juniors a los jugadores Ricardo Gareca y Oscar Ruggeri luego de una larga huelga motivada por el hecho de que Boca no les daba el pase libre a ambos jugadores. Finalmente la operación se concretó (y la huelga finalizó) mediante un pago en dinero por parte del equipo millonario y la cesión del pase de 2 jugadores a su máximo rival, Julio Olarticoechea y Carlos Tapia.
En la ribera, el Chino rápidamente fue figura, se adueñó de la camiseta número 10 por varios años, y fue uno de los máximos referentes xeneizes de la época. Sus buenas actuaciones hicieron que Carlos Bilardo lo convocara para integrar el plantel de la Selección Argentina que ganó el Mundial de México 1986.
Se fue de Boca varias veces y volvió siempre (es dueño de un extraño récord, fue "nuevo" jugador xeneize en 4 oportunidades). La última fue la más efectiva, se consagró campeón del Torneo Apertura '92 ganándole el torneo mano a mano a su clásico rival River Plate, y levantó la Copa de Oro Nicolás Leoz en 1993.
Trabajó durante 4 años como panelista en El show del fútbol.

## Clubes
| Club                   | País      | Año       |
| ---------------------- | --------- | --------- |
| River Plate            | Argentina | 1981-1984 |
| C.A. Boca Juniors      | Argentina | 1985-1987 |
| Brest                  | Francia   | 1987-1988 |
| C.A. Boca Juniors      | Argentina | 1988-1989 |
| Club Deportivo Mandiyú | Argentina | 1989      |
| Universidad de Chile   | Chile     | 1990      |
| C.A. Boca Juniors      | Argentina | 1990-1991 |
| AC Lugano              | Suiza     | 1991-1992 |
| C.A. Boca Juniors      | Argentina | 1992-1994 |

### Hat tricks
| 1 | 13 de abril de 1986 | Chacarita Juniors, Villa Maipú | Chacarita Juniors - Boca Juniors |  | 1 - 3 | Primera División 1985-86 |

### Participaciones en Copas del Mundo
| Mundial              | Sede   | Resultado |
| -------------------- | ------ | --------- |
| Copa Mundial de 1986 | México | Campeón   |

## Palmarés

### Campeonatos nacionales
| Títulos          | Club         | País      | Año    |
| ---------------- | ------------ | --------- | ------ |
| Primera División | River Plate  | Argentina | N-1981 |
| Primera División | Boca Juniors | Argentina | A-1992 |

### Campeonatos internacionales
| Título                   | Equipo              | Sede         | Año  |
| ------------------------ | ------------------- | ------------ | ---- |
| Copa Mundial de la FIFA  | Selección Argentina | México DF    | 1986 |
| Copa de Oro Nicolás Leoz | Boca Juniors        | Buenos Aires | 1993 |